# Сево (озеро)
Сево или Большое Сево — озеро в Пожеревицкой волости Дедовичского района Псковской области. По юго-западному берегу проходит граница с Новоржевским районом. Расположено на Судомской возвышенности.
Площадь — 2,4 км² (240,8 га, с 1 островом (4,2 га) — 245,0 га). Максимальная глубина — 14,0 м, средняя глубина — 7,0 м.
Проточное. Относится к бассейну реки Севка, притока Сороти, которая, в свою очередь, впадает в Великая.
Тип озера лещево-плотвичный с уклеей. Массовые виды рыб: лещ, щука, окунь, плотва, красноперка, ерш, уклея, налим, карась, линь, вьюн, пескарь, голец, щиповка, густера; раки (единично).
Для озера характерны: отлогие и низкие берега, в прибрежье — леса, луга; в профундали — ил, в литорали — песок, заиленный песок, ил, камни, есть каменисто-песчаные гряды, камни, коряги, сплавины; встречаются донные и береговые ключи.